# Gagrella biseriata
Gagrella biseriata is een hooiwagen uit de familie Sclerosomatidae.